# Platycerus cribripennis
Platycerus cribripennis is een keversoort uit de familie vliegende herten (Lucanidae). De wetenschappelijke naam van de soort is voor het eerst geldig gepubliceerd in 1928 door Van Dyke.